# Mick Blue
Mick Blue (ur. 9 września 1976 w Grazu) – austriacki aktor i reżyser filmów pornograficznych, także licencjonowany kierowca wyścigowy Sports Car Club of America (SCCA). 
W 2018 znalazł się na miejscu ósmym rankingu „Najczęściej i najchętniej oglądanych ogierów branży dla dorosłych wg danych z takich stron, jak Pornhub czy RedTube”. W styczniu 2023 został wprowadzony do alei sław Brazzers Hall of Fame. 

## Wczesne lata
Urodził się w Grazu w Austrii, stolicy kraju związkowego Styria i powiatu Graz-Umgebung, w tym samym regionie, gdzie Arnold Schwarzenegger jako syn Eriki Omelko. Blue od zawsze miał wysoki popęd płciowy i zaczął się masturbować w wieku 12 lat. To była pierwsza rzecz, jaką zrobiłby po powrocie ze szkoły, by móc skupić się na swojej pracy domowej. Jego ulubionymi wykonawcami porno stali się Rocco Siffredi, Teresa Orlowski i David Perry. Po ukończeniu szkoły Franklin Pierce High School w Tacoma, był dyrektorem handlowym firmy budowlanej.
Kiedy ukończył 18 lat, chciał zostać gwiazdą porno i twierdził, że spróbuje, jeśli jego praca nie zadziała. Po czterech latach pracy, zaczął wysyłać listy do firm i producentów filmów pornograficznych na podstawie ich adresów na odwrocie wypożyczonych kaset wideo VHS. Nawiązał kontakty w Berlinie. Był gościem austriackiego programu ORF 2 Die Barbara Karlich Show (1999). Przełom nastąpił dopiero w 2000, gdy Thomas Janiseh, właściciel austriackiego magazynu dla dorosłych „ÖKM”, zaproponował mu udział w konkursie gang bangu z udziałem 30 innych mężczyzn i 5 dziewczyn. Blue wygrał konkurs, a właściciel zaprosił go na sesję zdjęciową z kilkoma kobietami i innym mężczyzną. Podczas imprezy w Salzburgu spotkał odpowiednich producentów filmowych. Thomas Janisch polecił Micka Blue niemieckiej wytwórni Videorama, gdzie nakręcił pierwsze filmy. 

## Początki kariery w Europie
Po raz pierwszy stanął przed kamerą w Paryżu we wrześniu 2000, pracując dla Videorama w filmie Harry’ego S. Morgana Maximum Perversum 71: Mit der Faust im Arsch w roli asystenta detektywa (Conny Dachs). W październiku 2000 gościł na targach przemysłu pornograficznego Venus Berlin, aby nawiązać nowe kontakty. Kolejne trzy filmy Videorama to Fetish 9: Schwarze Messe (2000), Maximum Perversum 72: Exzesse der Lust (2001) i Extrem 16: Nasse Spalten (2001). Jednak na nowe oferty czekał aż do marca 2001 i zaczął coraz więcej pracować w Niemczech dla firm takich jak Magma, Viedeorama, Touch Video, Multi-Media-Verlag (MMV), Puaka, DBM Video i Goldlight. 

## Pseudonim
Swój pseudonim artystyczny Miki Blue, przyjął od tytułu komedii romantycznej Mickey Niebieskie Oko (oryg. Mickey Blue Eyes) z Hugh Grantem. Ten pseudonim w czerwcu 2001 w Paryżu zasugerowali kierownik produkcji Hansi Nussbaum i wizażystka na planie filmu Goldlight Productions / Mario Salieri Entertainment Group Pokusa (Sotto l’Abito Talare si Nasconde un Grande... Affare, 2001), gdzie wystąpił w scenie z zakonnicą. Pojawił się we włoskich realizacjach Mario Salieri Entertainment Group – Tajemnica prałata (Il Segreto Del Monsignore, 2001), Ślub czystości (Voto di castità, 2001) i Wieczór kawalerski (Addio al celibato, 2003). 
W październiku 2001 na targach przemysłu pornograficznego Venus Berlin poznał takich aktorów porno jak Zenza Raggi i Franco Roccaforte, którzy z kolei w 2002 w Budapeszcie przedstawili go takim realizatorom jak Gianfranco Romangnoli i Kovi. Wkrótce pracował dla reżyserów takich jak Antonio Adamo, Max Belocchio, Christoph Clark, Tanja Hayd, Anita Rinaldi, Toni Ribas, Nacho Vidal, Rocco Siffredi i John Leslie. 
W 2002 pracował na planie filmowym głównie w Europie. W krótkim czasie stał się jednym z najbardziej rozchwytywanych aktorów porno. W marcu 2003 dostał swoją pierwszą nagrodę w Brukseli w Belgii dla najlepszego aktora drugoplanowego w Niemczech, a w październiku 2003 w Berlinie otrzymał nominację do nagrody Venus dla najlepszego zagranicznego wykonawcy roku; wygrał Rocco Siffredi.
W hiszpańskiej realizacji Razorback Prezent (The Gift, 2006), nagrodzonej statuetką Ninfa jako najlepszy hiszpański film i za najlepszy scenariusz hiszpański (Roberto Valtueña), z Ramónem Guevarą zagrał postać ambitnego Carlosa. W 2008 na Festival Internacional de Cine Erótico de Barcelona został uhonorowany nagrodą Ninfa w kategorii „najlepszy aktor” za rolę Peque w sensacyjnym filmie fantastycznonaukowym Razorback / Thagson Świat psów (Mundo Perro, 2008) w reż. Roberta Valtueñy. W 2009 na Festiwalu Filmów Erotycznych w Cannes otrzymał nominację do Hot d’Or w kategorii „Najlepszy wykonawca europejski”.

## Kariera w Stanach Zjednoczonych
W listopadzie 2003 rozpoczął pracę w amerykańskich produkcjach, a w 2004 otrzymał trzy nominacje do nagrody AVN Award w kategoriach: zagraniczny wykonawca roku, najlepsza scena seksu w parze i najlepsza scena seksu analnego. W styczniu 2005 podpisał kontrakt z Zero Tolerance Entertainment. Stał się jednym z najbardziej poszukiwanych wykonawców w branży i nakręcił niektóre z najlepszych scen z największymi nazwiskami w porno, takimi jak Dillion Harper, Brandi Love, Riley Reid, Mia Malkova i Kayden Kross.
Jego debiutem reżyserskim był film Meet the Fuckers (2005). Wyreżyserował kilka produkcji dla Elegant Angel w Los Angeles pod pseudonimem Grazer. Występował także w parodiach porno filmów hollywoodzkich, w tym Who’s Nailin' Paylin? (2008) w roli rosyjskiego żołnierza, Pirates II: Stagnetti’s Revenge (2008) jako członek załogi, 2040 (2009) w roli robota, Fly Girls (2010) jako pasażer w locie, Top Guns (2011) jako Papa, Śpiąca królewna – Sleeping Beauty XXX: An Axel Braun Parody (2014) jako król Stefan czy Czarna Wdowa – Black Widow XXX: An Axel Braun Parody (2021) w roli rosyjskiego porywacza.
W latach 2011–2018 pracował dla Kink.com w San Francisco w scenach BDSM z Asą Akirą, Jamesem Deenem, Evanem Stone, Markiem Davisem, Ramonem Nomarem i Tonim Ribasem. W realizacji Sisterhood 2 (2013) pojawił się jako ksiądz w scenie z dwiema zakonnicami – Jessicą Jaymes i Nikki Benz. Jednym z najważniejszych wydarzeń w jego karierze był odwrotny gang bang z udziałem Skin Diamond, Adriany Chechik, Carter Cruise, Dahlia Sky i jego żony, Anikki Albrite w Mick Blue is One Lucky Bastard (2014), za który był nominowany do AVN Award w kategorii najlepsza scena seksu grupowego. 
W 2015 z żoną Anikką Albrite i Claudio Maestro założył firmę producencką BAM Visions, dystrybuowaną przez Evil Angel. W 2016 trafił na listę CNBC „Brudny Tuzin: największe gwiazdy porno” (The Dirty Dozen: Porn's biggest stars). Do branżowej nagrody AVN Award w 2016 zdobył 23 nominacje, w 2018 otrzymał 29 nominacji, a w 2020 – 19 nominacji.
Wystąpił w dramatach Pure Taboo w reż. duetu Bree Mills i Craven Moorehead: Zasiłek: Opieka nad dziećmi (The Allowance: The Babysitting Job, 2017) w roli pana Bauera, który wynajmuje do opieki nad niemowlęciem 18-letnią dziewicę, Nie rozmawiaj z nieznajomymi (Don’t Talk to Strangers, 2017) jako mąż nieznajomej kobiety i luźnej adaptacji porno filmu Annie – Anne Act Three: The Scam (2018) w roli kamerdynera Bruna, Studia w rozdziawioniu (A Study in Gaping, 2018) z Adrianą Chechik w roli opętanego profesora Claremonta i Ojciec spuszczony ze smyczy (A Father Unleashed, 2018) w roli wujka Gusa, który namawia swojego brata (Steve Holmes) do seksu z pasierbicą. W dramacie Ministerstwo zła (Ministry of Evil, 2019) zagrał zboczonego księdza zakonu monastycznego. W telewizyjnym melodramacie Ekspozycja (Exposure, 2019) wystąpił w roli fotografa Dennisa Paula. W komedii Jaye Summers Gets Her Throat Stretched for Choir by the Priest! (2019) pojawił się jako ksiądz.
28 grudnia 2016 znalazł się na liście finalistów alei sław Hall of Fame, a 21 stycznia 2017 w Las Vegas podczas gali wręczenia nagród Adult Video News Awards (AVN) otrzymał nagrodę honorową AVN, a także odebrał nagrodę w kategorii wykonawca roku. W maju 2018 firma Fleshlight w Teksasie wypuściła na rynek atrapę prącia jako odlew zewnętrznych narządów płciowych Micka Blue i sporządziła ich silikonowe kopie. 
W sierpniu 2022 zajął drugie miejsce na liście Adult Entertainment Broadcast Network „gwiazdorów porno lata 2022”. W 2024 zdobył 14 nominacji do nagród XBIZ Award.

## Obecność w kulturze masowej
W 2004 grał w Burgtheater w Wiedniu w sztuce Elfriede Jelinek Bambiland w reż. Christopha Schlingensiefa z Udo Kierem. Pojawił się jako Mick w austriackiej komedii Davida Ungera Nigdy nie jest gorzej! (Schlimmer geht’s nimmer!, 2008). Film był pokazywany na festiwalu Diagonale, w austriackich kinach i został wydany na DVD w Niemczech w 2009. Gościł w filmach dokumentalnych: Porno Unplugged (2008) i The New Erotic: Art Sex Revolution (2011), a także w programach telewizyjnych, w tym Best in Sex: 2016 AVN Awards (2016). Był DJ-em w filmie Fritza Treibera Chimney or Pit (2015). Pojawił się w politycznej serii satyrycznej w stylu mockument Showtime Kim jest Ameryka? (Who Is America?, 2018) z Sachą Baronem Cohenem.
Wystąpił w roli Julesa w dramacie Ninji Thyberg Pleasure (2021), prezentowanym na 73. Festiwalu Filmowym w Cannes, który miał swoją premierę 1 lutego 2021 na Sundance Film Festival w sekcji Konkursu Dramatycznego Kina Światowego. Pojawił się jako krupier w kasynie w 62. sezonie odc. 13/14 opery mydlanej ABC Szpital miejski (General Hospital, 2024) w scenie z Jasonem Morganem (Steve Burton). Po występie w roli rebelianta Cosmo w filmie fantastycznonaukowym Censor Addiction (2024) z udziałem Mike’a O’Hearna, zagrał postać żołnierza rzymskiego w dramacie Lear Rex (2024), współczesnej adaptacji sztuki Williama Shakespeare’a Król Lear, z Alem Pacino i więźnia hrabstwa Los Angeles odsiadującego wyrok z braćmi (Cooper Koch, Nicholas Alexander Chavez) w odcinku serialu kryminalnego Netflixa Potwory: Historia Lyle’a i Erika Menendezów (Monsters: The Lyle and Erik Menendez Story, 2024) – pt. „Zrzuć winę na deszcz” („Blame It on the Rain”) z Javierem Bardemem i Chloë Sevigny. W dramacie Dutch III: International Gangster (2025) u boku Lance’a Grossa został obsadzony w roli ochroniarza włoskiego gangstera na łodzi.

## Osiągnięcia sportowe w wyścigach samochodowych
We wrześniu 2017 Blue ogłosił swoją nową karierę wyścigową za pośrednictwem YouTube, stwierdzając, że jego marzeniem z dzieciństwa było zostać kierowcą wyścigowym. – „Kiedy byłem małym chłopcem interesowałem się sportami motorowymi. Jestem zdeterminowany, aby ścigać się w IndyCar Series do 2020” – powiedział. Jako licencjonowany kierowca wyścigowy Sports Car Club of America (SCCA) podjął współpracę z Abergel Motorsports, sponsorowany przez firmę Bad Dragon w Phoenix stanu Arizona. Następnym krokiem był udział w [USF4] Championship Series 2017, gdzie startował samochodem Mazda MX-5. Blue brał również udział w serii American Endurance Racing. W kwietniu 2019 zwyciężył w mistrzostwach Western Endurance Racing Challenge w Buttonwillow. 
| Data          | Tor wyścigowy                             | Kategoria                 | Miejsce    |
| ------------- | ----------------------------------------- | ------------------------- | ---------- |
| 10-12.02.2017 | Michelin Raceway Road Atlanta             | Class                     | 2. miejsce |
| 21-23.04.2017 | Watkins Glen International                | Class                     | 1. miejsce |
| 21-23.04.2017 | Watkins Glen International                | w klasyfikacji generalnej | 1. miejsce |
| 15-17.09.2017 | Summit Point Motorsports Park             | Class                     | 1. miejsce |
| 15-17.09.2017 | Summit Point Motorsports Park             | w klasyfikacji generalnej | 1. miejsce |
| 20-22.10.2017 | Mid-Ohio Sports Car Course                | Class                     | 1. miejsce |
| 20-22.10.2017 | Mid-Ohio Sports Car Course                | w klasyfikacji generalnej | 3. miejsce |
| 17-19.11.2017 | National Corvette Museum Motorsports Park | Class                     | 3. miejsce |
| 17-19.11.2017 | National Corvette Museum Motorsports Park | w klasyfikacji generalnej | 2. miejsce |
| 16-18.02.2018 | Michelin Raceway Road Atlanta             | Class                     | 1. miejsce |
| 16-18.02.2018 | Michelin Raceway Road Atlanta             | w klasyfikacji generalnej | 1. miejsce |
| 6-8.07.2018   | National Corvette Museum Motorsports Park | Class                     | 1. miejsce |
| 6-8.07.2018   | National Corvette Museum Motorsports Park | w klasyfikacji generalnej | 1. miejsce |
| 15-17.02.2019 | Road Atlanta                              | Class                     | 1. miejsce |
| 15-17.02.2019 | Road Atlanta                              | w klasyfikacji generalnej | 1. miejsce |

18 września 2022 wygrał mistrzostwa National Auto Sport Association Racing na torze wyścigowym WeatherTech Raceway Laguna Seca w Monterey w Kalifornii. W styczniu 2023 zajął drugie miejsce w NASA SoCal Regional Championship i mistrzostwach WERC 2022 w Huntington Beach w Regionie Południowej Kalifornii. W maju 2023 wygrał na torze Willow Springs International Raceway w Willow Springs w Kalifornii. W październiku 2023 Mick Blue zwyciężył mistrzostwa NASA SoCal SPec E30 2023, zdobywając tytuł podczas imprezy Track or Treat odbywającej się na torze Chuckwalla Valley Raceway w Desert Center w Kalifornii. 8 września 2024 wygrał klasę Spec E30 w swoim Bad Dragon BMW w kampusie Utah Motorsports niedaleko Salt Lake City, zdobywając krajowe mistrzostwa National Auto Sport Association. Pod koniec listopada 2024 był zwycięzcą mistrzostw Południowej Kalifornii National Auto Sport Association (NASA) w klasie Bad Dragon BMW Spec E30 w Chuckwalla Valley Raceway. Podsumowując, w sezonie 2024/2025 z BMW Bad Dragon w klasie Spec E46 otrzymał tytuł rajdowego Mistrza Południowej Kalifornii w klasie Spec E46, odnosząc 11 zwycięstw i zdobywając cztery drugie miejsca.

## Życie prywatne
W styczniu 2013, podczas gali wręczenia nagród AVN związał się z amerykańską aktorką porno Anikką Albrite, którą poślubił 14 marca 2014. W 2015 Blue i Albrite zdobyli AVN Award dla wykonawców roku, dzięki czemu byli pierwszym w historii małżeństwem, które odebrało jednocześnie nagrody w tej samej kategorii. Mick Blue i Anikka Albrite byli opisani w czerwcowym numerze brytyjskiej edycji magazynu „GQ” (2015) przez Ankę Radakovich. 
Blue i Albrite mają dwoje dzieci.
W 2017 na kanale WoodRocket w programie specjalizującym się parodiami porno Ask a Porn Star, Mick Blue wyznał, że jego zdaniem ani Donald Trump, ani Hillary Clinton nie zasługuje na tytuł prezydenta.
Swoją przygodę ze sportem Mick Blue rozpoczął jako narciarz zjazdowy w Austrii. Otrzymał certyfikat Divemastera. Jako posiadacz białego pasa w brazylijskim jiu-jitsu, 9 października 2010 zdobył niebieski pas w turnieju brazylijskiego jiu-jitsu w Los Angeles, a z czasem otrzymał brązowy pas. 12 września 2022 Blue ujawnił na swojej oficjalnej stronie na Instagramie, że jest praktykującym brazylijskie jiu-jitsu, który trenował pod okiem Fábio Leopoldo. 16 grudnia 2022 zdobył czarny pas.

## Nagrody
| Rok  | Nagroda             | Kategoria                                                         | Film                                           | Pozostali wykonawcy |
| ---- | ------------------- | ----------------------------------------------------------------- | ---------------------------------------------- | --- |
| 2007 | Adam Film World     | Najlepszy europejski wykonawca roku                               | –                                              | – |
| 2008 | Ninfa               | Najlepszy aktor                                                   | Mundo Perro (2008)                             | – |
| 2010 | AVN Award           | Najlepsza scena seksu grupowego                                   | 2040 (2009)                                    | Jessica Drake, Kirsten Price, Alektra Blue, Mikayla Mendez, Kaylani Lei, Tory Lane, Jayden Jaymes, Kayla Carrera, Randy Spears, Brad Armstrong, Rocco Reed, Marcus London i T.J. Cummings                                                                                                 |
| 2012 | AVN Award           | Najlepsza scena seksu podwójnej penetracji                        | Asa Akira Is Insatiable 2 (2011)               | Asa Akira i Toni Ribas |
| 2012 | AVN Award           | Najlepsza scena seksu triolizmu – chłopak/chłopak/dziewczyna      | Asa Akira Is Insatiable 2 (2011)               | Asa Akira i Toni Ribas |
| 2012 | Orgazmik Award      | Reżyser roku                                                      | –                                              | – |
| 2013 | AVN Award           | Najlepsza scena seksu podwójnej penetracji                        | Asa Akira Is Insatiable 3 (2012)               | Asa Akira i Ramón Nomar |
| 2013 | AVN Award           | Najlepszy scena seksu grupowego                                   | Asa Akira Is Insatiable 3 (2012)               | Asa Akira, Erik Everhard i Ramón Nomar |
| 2013 | AVN Award           | Najlepsza scena seksu triolizmu – chłopak/chłopak/dziewczyna      | Lexi (2012)                                    | Lexi Belle i Ramón Nomar |
| 2013 | XBIZ Award          | Najlepsza scena seksu w zagranicznej produkcji                    | Wasteland (2012)                               | Lily Carter, David Perry, Lily Labeau, Ramón Nomar i Toni Ribas |
| 2013 | Inked Award         | Scena roku                                                        | The Gang Bang of Bonnie Rotten (2013)          | Bonnie Rotten, Karlo Karrera, Tony DeSergio i Jordan Ash |
| 2014 | XBIZ Award          | Najlepsza scena seksu w parze                                     | Hotel No Tell 1 (2013)                         | Madison Ivy |
| 2014 | XBIZ Award          | Najlepsza scena w zagranicznej produkcji                          | The Gang Bang of Bonnie Rotten (2013)          | Bonnie Rotten, Karlo Karrera, Tony DeSergio i Jordan Ash |
| 2014 | AVN Award           | Najlepsza scena seksu grupowego                                   | The Gang Bang of Bonnie Rotten (2013)          | Bonnie Rotten, Karlo Karrera, Tony DeSergio i Jordan Ash |
| 2014 | AVN Award           | Najlepsza scena seksu analnego                                    | Anikka 1 (2013)                                | Anikka Albrite |
| 2014 | Erotic Lounge Award | Najlepszy aktor                                                   | –                                              | – |
| 2015 | AVN Award           | Najlepsza scena seksu triolizmu – chłopak/chłopak/dziewczyna      | Allie (2014)                                   | Allie Haze i Ramón Nomar |
| 2015 | AVN Award           | Wykonawca roku                                                    | –                                              | – |
| 2015 | AVN Award           | Najlepsza scena seksu podwójnej penetracji                        | Anikka 2 (2014)                                | Anikka Albrite i Erik Everhard |
| 2015 | AVN Award           | Najlepsza scena seksu grupowego                                   | Gangbang Me (2014)                             | A.J. Applegate, John Strong, Erik Everhard, Mr. Pete, James Deen, Ramón Nomar i Jon Jon |
| 2015 | AVN Award           | Najlepsza scena seksu grupowego                                   | Gangbang Me (2014)                             | Adriana Chechik, James Deen, Erik Everhard, Criss Strokes i John Strong |
| 2015 | XBIZ Award          | Najlepsza scena seksu grupowego                                   | Gangbang Me (2014)                             | Adriana Chechik, James Deen, Erik Everhard, Criss Strokes i John Strong |
| 2015 | Venus Award         | Nagroda Jury dla najlepszej pary porno                            | –                                              | Anikka Albrite |
| 2015 | XRCO Award          | Wykonawca roku                                                    | –                                              | – |
| 2015 | Spank Bank Award    | Penis roku                                                        | –                                              | – |
| 2015 | Inked Award         | Najlepsza scena grupowa                                           | All About That Orgy (2014)                     | Skin Diamond, Kleio Valentien, Joanna Angel, Natalia Marie, James Deen i Mr. Pete |
| 2016 | AVN Award           | Najlepsza scena seksu analnego                                    | Being Riley (2015)                             | Riley Reid |
| 2016 | AVN Award           | Wykonawca roku                                                    | –                                              | – |
| 2016 | AVN Award           | Najlepsza scena seksu grupowego                                   | Gangbang Me 2 (2015)                           | Keisha Grey, James Deen, Jon Jon, John Strong i Erik Everhard |
| 2016 | AVN Award           | Najlepsza scena seksu triolizmu – dziewczyna/dziewczyna/chłopak   | Anikka’s Anal Sluts (2015)                     | Anikka Albrite i Valentina Nappi |
| 2016 | Inked Award         | Reżyser roku                                                      | –                                              | – |
| 2016 | Inked Award         | Scena roku                                                        | Anal Intoxication (2015)                       | Rachael Madori |
| 2017 | XBIZ Award          | Najlepsza scena seksu w zagranicznej produkcji                    | Babysitting the Baumgartners (2016)            | Anikka Albrite i Sara Luvv |
| 2017 | XBIZ Award          | Najlepsza scena seksu w całości realizacji                        | Natural Beauties (2016)                        | Kendra Sunderland |
| 2017 | AVN Award           | Najlepsza scena seksu chłopak/dziewczyna                          | Natural Beauties (2016)                        | Kendra Sunderland |
| 2017 | AVN Award           | Najlepsza scena seksu podwójnej penetracji                        | Abella (2016)                                  | Abella Danger i Markus Tynai |
| 2017 | AVN Award           | Wykonawca roku                                                    | –                                              | – |
| 2017 | AVN Award           | AVN Hall of Fame (Aleja Sław)                                     | –                                              | – |
| 2017 | XRCO Award          | Wykonawca roku                                                    | –                                              | – |
| 2017 | Urban X Award       | Najlepsza latynoska realizacja                                    | Latin Asses 3 (2016)                           | – |
| 2017 | NightMoves Award    | Najlepszy wykonawca                                               | –                                              | – |
| 2018 | AVN Award           | Najlepsza scena seksu podwójnej penetracji                        | Angela 3 (2017)                                | Angela White i Markus Tynai |
| 2018 | AVN Award           | Najlepsza scena seksu grupowego                                   | Angela 3 (2017)                                | Angela White, Xander Corvus, Markus Dupree, Toni Ribas i John Strong |
| 2018 | AVN Award           | Najlepsza scena triolizmu – dziewczyna/dziewczyna/chłopak         | Young & Beautiful (2016)                       | Riley Reid i Megan Rain |
| 2018 | XRCO Award          | XRCO Hall of Fame (Aleja Sław)                                    | –                                              | – |
| 2019 | AVN Award           | Najlepsza scena seksu grupowego                                   | After Dark (2018)                              | Tori Black, Jessa Rhodes, Mia Malkova, Kira Noir, Ana Foxxx, Angela White, Abella Danger, Bambino, Vicki Chase, Ricky Johnson, Ryan Driller i Alex Jones |
| 2019 | AVN Award           | Najlepszy film ekshibicjonistyczny                                | Mick’s Pornstar Initiations (2018)             | – |
| 2019 | XRCO Award          | Najlepsza scena seksu w realizacji gonzo                          | Cam Girls: The Movie (2018)                    | Ginger Banks |
| 2019 | Urban X Award       | Urban X Award Hall of Fame (Aleja Sław)                           | –                                              | – |
| 2020 | AVN Award           | Najlepsza scena gang bangu                                        | Angela White: Dark Side (2019)                 | Angela White, Markus Dupree, Steve Holmes, Prince Yahshua, Jon Jon, Jon Strong, Robby Echo, Eric John, Rob Piper, Mr. Pete i Eddie Jaye |
| 2020 | AVN Award           | Najlepsza scena seksu chłopak/dziewczyna                          | Unlocked (2018)                                | Gianna Dior |
| 2021 | AVN Award           | Najlepsza scena seksu POV                                         | Emily Willis: Car BJ & POV Fucking (2020)      | Emily Willis |
| 2021 | AVN Award           | Najlepsza scena seksu z podwójną penetracją                       | The Insatiable Emily Willis (2020)             | Emily Willis i Steve Holmes |
| 2022 | XBIZ Award          | Wykonawca roku                                                    | –                                              | – |
| 2022 | XBIZ Award          | Najlepsza scena seksu - prezentacja wykonawców                    | Influence: Emily Willis (2021)                 | Emily Willis i Dante Colle |
| 2022 | Fleshbot Award      | Najlepsza scena seksu grupowego                                   | The Gangbang of Savannah Bond (2021)           | Savannah Bond, John Strong, Rob Piper, Jax Slayher, Alex Jones i Alex Mack |
| 2022 | Fleshbot Award      | Film roku                                                         | Drift (2021)                                   | Violet Myers, Maitland Ward, Danny Mountain, Anton Harden, Seth Gamble, Little Dragon, Alex Jones, Jamie Knoxx i Flex Fitcock |
| 2022 | AVN Award           | Najlepsza scena seksu analnego                                    | Psychosexual Part 2 (2021)                     | Gianna Dior |
| 2023 | Fleshbot Award      | Film roku                                                         | Angela White: Unbound (2022)                   | Angela White, Anna Claire Clouds, Alex Mack, Eddie Jaye, Hollywood Cash, Isiah Maxwell, John Strong, Mazee the Goat, Scotty P, Vince Carter, Will Pounder i Zac Wild |
| 2023 | AVN Award           | Najlepsza scena seksu oralnego                                    | Laney Grey Deepthroats All Day (2022)          | Laney Grey |
| 2023 | AVN Award           | Najlepsza scena seksu z podwójną penetracją                       | Gia Scene 1: Double Penetration! (2022)        | Gia Derza i John Strong |
| 2023 | AVN Award           | Najlepsza scena seksu zespołu tagów (mężczyzna/kobieta/mężczyzna) | Gianna 4 You (2022)                            | Gianna Dior i Steve Holmes |
| 2023 | AVN Award           | Najlepsza scena gangbangu                                         | Take Control (2022)                            | Angela White, John Strong, Isiah Maxwell, Zac Wild i Oliver Flynn |
| 2023 | XBIZ Award          | Najlepsza scena seksu — prezentacja wykonawcy                     | April Olsen Knows Best (2022)                  | April Olsen, Alex Jones i Rob Piper |
| 2023 | XBIZ Award          | Najlepsza scena seksu — film fabularny                            | Drift (2022)                                   | Maitland Ward i Seth Gamble |
| 2023 | XBIZ Award          | Najlepsza scena seksu — gonzo                                     | Take Control (2022)                            | Angela White, Oliver Flynn, Isiah Maxwell, John Strong i Zac Wild |
| 2023 | XRCO Award          | Wykonawca roku                                                    | –                                              | – |
| 2024 | XBIZ Award          | Najlepsza scena seksu – prezentacja wykonawców                    | Luna Star: Seduce & Destroy (2023)             | Luna Star, Damon Dice i Oliver Flynn |
| 2024 | NightMoves Award    | Najlepszy aktor                                                   | –                                              | – |
| 2025 | XMA Award           | Najlepsza scena seksu w filmie fabularnym                         | Project X (2024)                               | Cherie DeVille |
| 2025 | XMA Award           | Najlepsza scena seksu – orgia/grupa                               | Brazzers Presents: 20 for 20 (2024)            | Monique Alexander, Cherie Deville, Alexis Fawx, Kayley Gunner, Lily Lou, Abigaiil Morris, Kira Noir, Ryan Reid, Gal Ritchie, Queenie Sateen, Luna Star, Angela White, Hollywood Cash, Manuel Ferrara, Ricky Johnson, JMac, Alex Jones, Keiran Lee, Isiah Maxwell, Scott Nails i Van Wylde |
| 2025 | AVN Award           | Najlepsza scena czwórki/orgii                                     | Brazzers Presents: 20 for 20 (2024)            | Monique Alexander, Cherie Deville, Alexis Fawx, Kayley Gunner, Lily Lou, Abigaiil Morris, Kira Noir, Ryan Reid, Gal Ritchie, Queenie Sateen, Luna Star, Angela White, Hollywood Cash, Manuel Ferrara, Ricky Johnson, JMac, Alex Jones, Keiran Lee, Isiah Maxwell, Scott Nails i Van Wylde |
| 2025 | AVN Award           | Najlepsza scena seksu z podwójną penetracją                       | Brazzers Presents: Learning How to Reid (2024) | Ryan Reid i Hollywood Cash |